# Clubiona peculiaris
Clubiona peculiaris là một loài nhện trong họ Clubionidae.
Loài này thuộc chi Clubiona. Clubiona peculiaris được Ludwig Carl Christian Koch miêu tả năm 1873.